# USS Avenger (1987)
USS Avenger (MCM-1) (Nederlands: wreker) was een Amerikaans marineschip van de naar dit schip vernoemde Avengerklasse. Het schip is zo ingericht dat het als mijnenveger en mijnenjager kan worden gebruikt. De Avenger, gebouwd door Peterson Shipbuilders Co., Sturgeon Bay, was het derde schip bij de Amerikaanse marine met deze naam.
Gedurende de Golfoorlog was het schip gestationeerd in de Perzische Golf. De reis naar de Perzische Golf werd niet door het schip zelfstandig uitgevoerd. De Avenger werd samen met de Impervoius, Adroit en Leader door het Nederlandse schip Super Servant III naar de Perzische Golf gebracht.
Tijdens de operaties in de Perzische Golf werd de Avenger op 17 februari 1991 aangevallen met een Silkwormraket. De aanval werd ontweken door buiten het bereik van de raket te varen. Een dag later was de Avenger samen met de Leader betrokken bij het assisteren van de Tripoli die op een Iraakse mijn was gelopen. Bij het assisteren van Tripoli gaf de kruiser Princeton bescherming aan de twee mijnenjagers maar raakte daarbij zelf beschadigd door een mijnexplosie.
De Avenger is in 1996 aan de reservevloot van de Amerikaanse marine toegevoegd. Ruim 10 jaar later werd het schip op 10 januari 2007 weer in actieve dienst genomen.